# Кусган
Кусган (рос. Кусган) — населений пункт (тип: роз'їзд) у Карасуцькому районі Новосибірської області Російської Федерації.
Входить до складу муніципального утворення Знаменська сільрада. Населення становить 10 осіб (2010).

## Історія
Згідно із законом від 2 червня 2004 року органом місцевого самоврядування є Знаменська сільрада.

## Населення
| 2002 | 2007 | 2010 |
| ---- | ---- | ---- |
| 38   | ↘26  | ↘10  |